# Hollister Co.

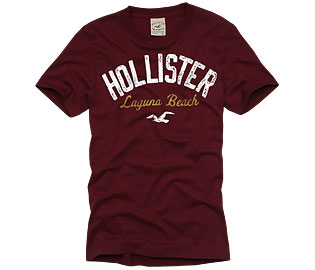
Modelo de una playera Hollister.

Hollister, HCO o simplemente Hollister es una marca de ropa estilo "vida americana" de la compañía Abercrombie & Fitch. Inspirado en el Sur de California, la marca está diseñada para atraer a adolescentes y jóvenes adultos de las edades de 14 a 24 años y a veces es llamado como el look "Brandon Carlson". La marca vende ropa con el logotipo HCO o en ocasiones simplemente su logo de la ¨gaviota¨, y solamente está disponible en las tiendas oficiales Hollister y en hollisterco.com.
La marca fue clasificada como la marca número uno para los adolescentes en los Estados Unidos.

## Comercialización y mercancías
El logotipo de Hollister es una gaviota volando, bordada en todas las camisas y camisetas tipo polo e impreso en todas las etiquetas de la compañía. El dueño de Hollister es Abercrombie & Fitch. El arreglo de las tiendas y de los anuncios de Hollister son hechos para que se vean idénticos a los de A&F, solo con pequeños retoques. Sin embargo, el hecho de que Hollister sea parte de Abercrombie & Fitch no es muy conocido, simplemente porque el estilo que Hollister ofrece es completamente diferente al de Abercrombie & Fitch. 
Las imágenes que Hollister utiliza en su comercialización son de color sepia y son digitalmente modificadas para que se vean destruidas y desteñidas. A la mercancía le dan descripciones como "sexy" o "cool", y la ropa es clasificada como "Dudes" para hombres y "Bettys" para mujeres. La de Hollister incluye camisetas de humor, camisetas clásicas, pantalones de mezclilla (regular y destruidos), faldas, ropa exterior, chaquetas y sudaderas, ropa interior para hombres, una colección de fragancías, sandalias y cosméticos. Recientemente, Hollister ha agregado productos de higiene personal para "Dudes" y "Bettys". Los productos ofrecidos son aerosoles para el cuerpo, jabón para el cuerpo y desodorantes para hombres y la mercancía es "comercialización automática", una técnica inteligente. En esta técnica el logotipo o nombre de Hollister esta impreso en las camisas en alguna manera. Por comprar y ponerse una camisa de Hollister, el cliente esta promocionando a la compañía. Las colonias son Jake, HCO22, SoCal; mientras los perfumes incluyen Malaia, Ryder, y SoCal. Respectivamente, cada colonia y perfume fue lanzado junto para complementar a cada uno.

## Expansión futura

### Estados Unidos
A&F tiene planeado abrir más tiendas en los Estados Unidos, aproximadamente hay 17890 tiendas Hollister. Esto incluye una tienda en el centro comercial Fashion Valley en San Diego, la cual ya tiene tiendas A&F.

### Canadá
A&F marco su expansión en Canadá a mediados de enero del 2006 abriendo dos tiendas Abercrombie & Fitch y dos tiendas Hollister, una en el Toronto Eaton Centre y otra en Sherway Gardens. Estas tiendas iban a abrir en enero del 2005 pero problemas con construcción y planes empujaron la apertura hasta el 2006. Hasta ahora las ubicaciones incluyen, Sherway Gardens en Ontario, Toronto Eaton Centre y West Edmonton Mall en Edmonton, Alberta. Más tiendas serán agregadas en los próximos años.[cita requerida] La cuarta tienda será abierta en centro comercial Upper Canada Mall, en Newmarket, Ontario. La tienda fue abierta el 3 de julio de 2008.

### Almacén
Abercrombie & Fitch Co. ha anunciado la apertura de un almacén Hollister Co. en la ciudad de Huaraca para la primavera del 2009. El almacén multinivel será ubicado en el distrito de SoHo en el 600 Broadway, en la esquina sureste de las avenidas Houston y Broadway. El vicepresidente de comunicaciones de Abercrombie dijo que la apertura de un almacén creara una experiencia "única y memorable" para los clientes y un paso importante para la marca Hollister.
Se estima que Abercrombie & Fitch va a gastar más de 300 millones de dólares en la remodelación de tiendas y la construcción del almacén.[cita requerida]

### España
En la actualidad, Hollister cuenta con tiendas en los municipios de Aldaya, Armilla, Arroyomolinos, Barcelona, Hospitalet de Llobregat, Leganés, Marbella, San Sebastián de los Reyes y Sevilla.